# Guyon Fernandez
Guyon Fernandez (* 18. April 1986 in Den Haag, Niederlande) ist ein niederländischer Fußballspieler.

## Karriere
Fernandez begann seine Profikarriere in seiner Heimatstadt bei ADO Den Haag, für die er in der Saison 2007/08 elfmal in der Eerste Divisie spielte und einen Treffer erzielte. Nach dem Aufstieg erhielt er jedoch unter dem neuen Trainer André Wetzel keine Spielzeit in der ersten Mannschaft mehr, so dass er in der Winterpause 2008/09 zur SBV Excelsior nach Rotterdam wechselte. In seinen zweieinhalb Jahren dort konnte der auf allen Positionen im Angriff einsetzbare Stürmer sich weiterentwickeln und stand in der Saison 2010/11 für Excelsior 31-mal auf dem Spielfeld, wobei er zehn Tore erzielte. 
Zur Saison 2011/12 wechselte Fernandez zu Feyenoord – und damit zu dem Verein, dessen Fan er bereits seit Kindheitstagen war. Im Sommer 2013 wurde er für ein Jahr an PEC Zwolle ausgeliehen. Dort gewann er den Niederländischen Fußballpokal, beim 5:1-Finalsieg gegen Ajax Amsterdam erzielte Fernandez dabei zwei Tore. Nach seiner Rückkehr zu Feyenoord war er ein halbes Jahr vereinslos, ehe ihn Anfang 2015 NAC Breda für sechs Monate verpflichtete. Dann folgte Perth Glory in Australien und der FK Stal in der Ukraine, ehe er 2017 erneut zu ADO Den Haag wechselte. Anschließend ging er nach Indien zu den Delhi Dynamos und seit 2019 ist er nur noch im niederländischen Amateurbereich aktiv.

## Nationalmannschaft
Am 24. und 27. März 2018 bestritt Fernandez zwei Freundschaftsspiele für die A-Nationalmannschaft von Curaçao. In den beiden Partien gegen Bolivien
(1:1 und 1:0) wurde er jeweils in der zweiten Halbzeit eingewechselt.

## Erfolge
- Niederländischer Pokalsieger: 2014